# 尤金·布拉斯

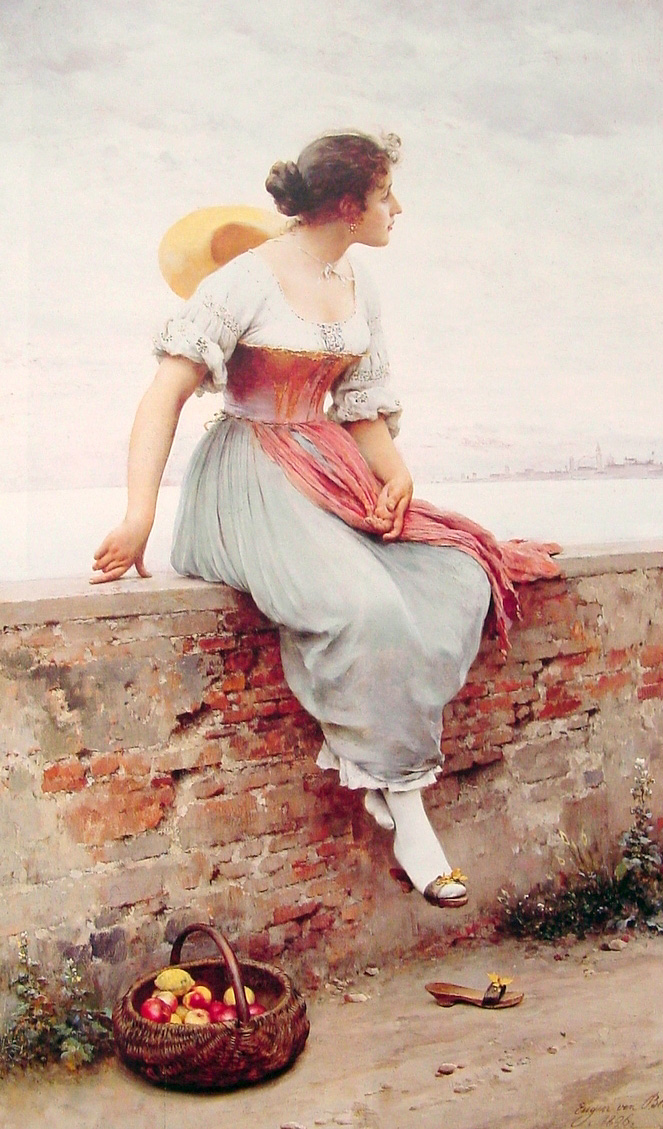
尤金·布拉斯的作品：《沉思的瞬間》

尤金·布拉斯（義大利語：Eugene de Blaas，又称尤金·冯·布拉斯（Eugene von Blaas）或 尤金尼奥·布拉斯（Eugenio de Blaas），1843年7月24日—1932年2月10日），生於意大利罗马附近的阿巴诺（Albano），雙親均为奥地利人，自小跟隨父母一起搬到威尼斯生活。他是19世纪晚期意大利学院艺术派古典主义画家，擅长创作以表现现实生活场面为主题的现实主义画作。通过他的画，人们可以对19世纪末欧洲平民阶层的生活有更进一步的了解。 
他的父亲卡尔·布拉斯（Karl Blaas）是威尼斯美术学院的教授，从小尤金·布拉斯就跟着父亲学画，可以说他的父亲一直是他的绘画老师。尤金·布拉斯经常在威尼斯描绘那里众人们的生活场面。 后来他成为威尼斯美术学院的终生教授。

## 代表画作
- "Conversions of the Rhaetians by St. Valentine"'
- "Cimabue and Giotto"
- "Scene from the Decameron"
- "Dogaressa Going to Church"
- "Venetian Balcony Scene"
- 《神的造物》（"God's Creatures"） ，1877年、1913年
- "Bridal Procession, in San Marco"
- "Venetian Masquerade"
- "A Journey to Murano"（现收藏于维也纳博物馆）
- 《在水中》，1914年
- 《在海滩上》，1908年